# Halil (glazbalo)
Halil, puhačko glazbalo, starinsko glazbalo, vrsta frule, slična flauti i oboi. Vrlo prastaro glazbalo koje je Egipćanima bilo poznato još oko 3000. godine pr. Kr. Spominje se u Bibliji. (1 Samuel 10:5; 1 Kraljeva 1:40; Izaija 5:12; Jeremija 48:36)